# Sappho Patera
Sappho Patera is een patera op de planeet Venus. Sappho Patera werd in 1979 genoemd naar Sappho, een lyrische dichteres uit het oude Griekenland.
Sappho Patera is de caldeira van de vulkaan Irnini Mons, heeft een diameter van 225 kilometer en bevindt zich in het gelijknamige quadrangle Sappho Patera (V-20), in de Eistla Regio ten noordoosten van Anala Mons, een andere vulkaan, en ten zuiden van Bereghinya Planitia.